# Maués
Maués ou mawés é uma etnia indígena da Amazónia, também conhecida por sateré-maué, sateré-mawé, maooz, mabué, mangués, manguês, jaquezes, maguases, mahués, magnués, mauris, maraguá, mahué e magueses. Falam a língua sateré-maué, integrante única da família linguística de mesmo nome, pertencente ao tronco tupi.

## Etimologia
Segundo algumas fontes, o nome da tribo seria uma junção das palavras sateré, que significaria "lagarta de fogo", e mawé, que significaria "papagaio inteligente e curioso". Por outro lado, um estudo conduzido por professores da Universidade Federal do Amazonas indica que os índios reconhecem o nome "Sateré-Mawé", mas que o termo "Mawé" seria desconhecido por eles, e não significaria papagaio. Um indígena entrevistado afirmou que a palavra era usada pelos brancos que não gostavam dos indígenas, e derivaria de "mau é".

## História
É possível que, no século XVII, os Sateré-Mawé ocupassem vastos territórios do planalto e das margens do rio Tapajós. Com o avanço colonial, migraram na direção das cabeceiras dos rios Andirá, Araticum, Abacaxis e Urariá. Nos registros históricos, foram citados por Pedro Teixeira, em 1626; pelos jesuítas João Maria, em 1661, e Samuel Fritz, em 1691; e pelo beneditino João de São José, entre 1762 e 1763. Em 1669 os jesuítas instalaram a Missão Tupinambarana nos limites do território desse povo.
Os registros coloniais e provinciais também qualificam de sedentários os Sateré-Mawé, que se teriam aproveitado das terras pretas, solos férteis apropriados ao plantio, e, desde os primeiros anos do século XVIII, comercializado o guaraná com os portugueses, além de objetos como enfeites de plumas. Por seu vasto e estabelecido comércio do guaraná constam no célebre mapa do padre Samuel Fritz, em 1691, sendo identificados como "mabués".
Os Sateré-Mawé conseguiram sobreviver melhor ao processo colonial, conservando inclusive a sua língua, ao contrário dos outros vizinhos de predominâncias nômades e muito mais agressivos - entre eles os Mundurucu, os Pirahan ou Mura e os Cauahib ou Parintintin que estiveram próximos da extinção.
A partir do contato com os brancos, e mesmo antes disso, devido às guerras com os Munduruku e Parintintim, o território ancestral dos Sateré-Mawé foi sensivelmente reduzido. Em 1835, eclodiu a Cabanagem na Amazônia, principal insurreição nativista do Brasil. Os Munduruku e Mawé (dos rios Tapajós e Madeira) e os Mura (do rio Madeira), bem como grupos indígenas do rio Negro, aderiram aos cabanos e só se renderam em 1839. Epidemias e perseguição aos grupos indígenas que com eles combatiam, deslocaram esses grupos dos seus territórios tradicionais, reduzindo-os.

## Relações com os colonizadores
Os maués jamais se afeiçoaram aos portugueses. Comandaram às suas mulheres que não aprendessem a língua portuguesa. A principal prova dessa resistência a Carta Instrutiva que aos diretores das capitanias do Pará e do Rio Negro, datada de 3 de outubro de 1769, mandou o governador Fernando da Costa de Ataíde Teive, nesses resumidos termos:
"Ao cabo da canoa dará V. Mcê ordens em meu nome no acto da partida pa. o Sertão, de não entrar em rio aonde conste qe. se poderá encontrar com Índios da Nação Manguês, porq. tendo mostrado a experiência que esses miseráveis homens resistem as praticas que se lhe fizer, para caírem das trevas do paganismo, pela introdução das ferramentas, e outros gêneros que vão comerciar com elles; he necessário reduzi-los a necessidade, para delles tiremos os fructos de os descer, quando se virem preconizados, o q. ha de certamente vir a succeder, vendose destituídos do socorro que lhe aqui inconsideradamente lhes tem levado...".
Participaram ativamente da Cabanagem, de 1835 a 1840. Sob o comando do tuxaua Manuel Marques, atacaram Luzéa, matando os trinta soldados do destacamento militar e os moradores portugueses do lugarejo, transformando a vila em reduto cabano. O tuxaua Crispim Leão liderou os ataques a Andirá e Tupinambarana.
No começo do século XX, fomentados pelas expedições dos seringueiros de Itaituba, aderiram e colaboraram, irrestritamente, com as forças militares do Estado do Amazonas, em 1916, no conflito armado travado contra o Estado do Pará, por conta de velha questão de limites entre essas duas unidades da federação.

## Mito de criação
Dentre muitas narrativas de criação, o escritor e educador Yaguarê Yamã descreve a história de um ente sobrenatural feminino da floresta chamada Anhyã-muasawyp, que estava exilada de seu jardim, o Nusóken, por seus dois irmãos, por ter gerado seu filho Karahu'ê de uma cobrinha-macho. Uma vez, para provar da castanha que havia apenas no Nusóken, o filho de Anhyã-muasawyp entrou escondido no jardim e foi direto para a castanheira. Lá, porém, estava a cotia, que recebera ordens de matar o garoto caso ele aparecesse. Quando a cotia o viu, obedeceu às ordens e matou o garoto, decapitando-o. Quando Anhyã-muasawyp encontrou o filho, chorou alto, dizendo: 
Está bem meu filho, foram seus tios que o mandaram matar. Mas se eles pensam que, matando, irão acabar com sua existência, estão muito enganados; irão ver que a sua morte se transformará em bênção e pelo seu destino, um fraco não hás de ficar. 
A mãe voou com o corpo do filho para a região do rio Marau. Lá, arrancou o olho esquerdo do garoto e o plantou em terras amarelas, onde nasceu o waraná-hop, o falso guaraná, chamado também de caferana. Depois, arrancou o olho direito e o plantou em terras pretas, no oeste do Nusóken, e desse olho nasceu a planta do guaraná, chamado de waraná-sesé.
Depois disso, a mãe fez magia no corpo do filho antes de o sepultar. Por isso, da sepultura do filho saíram muitos animais, que se espalharam na floresta. Finalmente, saiu da sepultura o primeiro homem, renascido de Karahu'ê, chamado Mary-Aypók, que significa “homem verdadeiro”. Depois saiu outro menino, o Wasary-pót. O primeiro casou-se com um papagaio, e o segundo, com uma ararapiranga. Desses casamentos surgiram os mawés.
Percebe-se que a origem do fruto do guaraná oriundo dos olhos do ente sobrenatural possui uma relação clara de semelhança, já que o fruto do guaraná se assemelha a um globo ocular.
Na cosmologia mítica dos maués, assim como na de muitos outros povos indígenas, as fronteiras entre o divino, o animal, o vegetal e o humano são mínimas e se interpenetram, de tal modo que a identidade humana se dilui nesses outros seres. Não há uma diferença radical, essencial e, portanto, existencial entre a humanidade, o animal, o vegetal e o sobrenatural, afinal, “a transformação só é exequível porque há algo em comum entre o ser e o objeto, animal ou planta em que um ser será transformado”.

## Produção de guaraná

### História
Os maués foram os inventores da cultura do guaraná, chamado de waranã em seu idioma. Foram eles que transformaram a trepadeira silvestre em arbusto cultivado, com o plantio e o beneficiamento dos frutos. A primeira descrição do guaraná data de 1669, o mesmo ano em que houve o contato com o homem branco. O padre João Felipe Betendorf escreveu que "tem os Andirazes em seus matos uma frutinha que chamam guaraná, a qual secam e depois pisam, fazendo dela umas bolas, que estimam como os brancos o seu ouro, e desfeitas com uma pedrinha, com que as vão roçando, e em uma cuia de água bebida, dá tão grandes forças, que indo os índios à caça, um dia até o outro não têm fome, além do que faz urinar, tira febres e dores de cabeça e cãibras".
O uso desse fruto é considerado fonte de saúde e está ligado à terra cultivável, como é possível ver no discurso do tuxaua sateré-maué Manuel, em 1933: "O guaraná é bom para fazer chover, para proteger a roça, para curar doenças e prevenir outras, para vencer a guerra, no amor, quando dois rivais pretendem a mesma mulher".

O relato mítico da origem do guaraná, que possui diversas versões, explicita, fortemente, a relação com a terra cultivável como o melhor caminho para a cura das doenças:

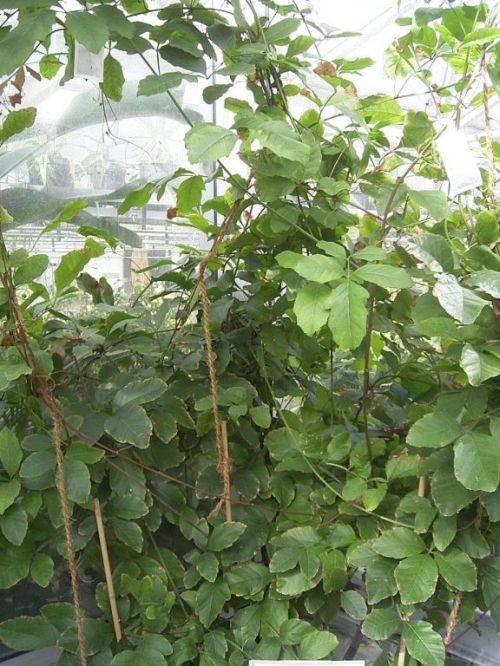
Plantação de guaraná.

Onhiámuáçabe era dona do Noçoquém, um lugar encantado, onde plantara uma castanheira, e os irmãos não queriam que ela casasse porque conhecia os remédios para todas as doenças. Quando apareceu grávida, os irmãos ficaram furiosos e como vingança a expulsaram e tomaram-lhe o Noçoquém. Para garantir o castigo, ordenaram que a cutia impedisse a entrada dela. Desobedecendo as ordens, Onhiámuáçabe levou o filho para comer castanha no Noçoquém. O menino gostou e voltou lá muitas vezes. Os irmãos enfurecidos ordenaram que matassem a criança. Onhiámuáçabe, ao perceber a falta do filho, correu em direção ao Noçoquém e o encontrou decapitado. Chorando e falando com o filho como se estivesse vivo disse: tu serás a maior força da natureza, tu farás bem aos homens, tu curarás as doenças.

### Cultivo do guaraná
O cultivo do guaraná se inicia entre novembro e dezembro, quando começa o tempo das chuvas, com o preparo das mudas (chamadas de "filhos de guaraná"). Os agricultores escolhem nas matas os "filhos de guaraná" que tenham no mínimo um ano e no máximo quatro e os transportam para perto de suas casas, onde os plantam em grupos de dois, cruzadas em X, permitindo que as mudas apoiem-se uma na outra durante a época de crescimento. Essas mudas só se tornarão produtivas de dois a três anos após o transplante. O trabalho de recolher os "filhos de guaraná" na floresta, preparar as mudas, derrubar e queimar a mata, e transplantar as mudas é essencialmente masculino.
A floração do guaraná se dá de julho a setembro; os guaranazais começam a frutificar três meses depois do início da floração e os frutos reagem bem à umidade. Em outubro/novembro tem início o fabrico, ciclo produtivo de processamento do guaraná, que tem como produto final os chamados pães de guaraná, que são bastões desidratados da fruta. As atividades mais simples do fabrico - que não dependem de tanta arte e experiência - são feitas por mãos de variadas idades. Mas, quando se trata de tarefas mais especializadas, apenas os adultos e os idosos lidam com o waraná.

### Çapó
O çapó, guaraná em bastão ralado na água, é a bebida cotidiana, ritual e religiosa, consumida por adultos e crianças em grandes quantidades. Fora das sessões cerimoniais de çapó, ele é utilizado nos resguardos das mulheres, durante a menstruação, a gravidez, o pós-parto e o luto. Os homens bebem çapó durante o regime que antecede a “Festa da Tucandeira”, bem como quando estão se recuperando deste ritual e quando acompanham suas esposas após o nascimento dos filhos.
O çapó é preparado pela mulher do anfitrião ou uma de suas filhas. Rala-se o guaraná numa pedra que cabe na palma da mão, ou, mais recentemente, numa língua de pirarucu. Esta operação é feita com a bola ou o bastão de guaraná molhados, em fricção com a superfície da pedra ou da língua de pirarucu, formando uma espécie de uma “lama” fina de guaraná que vai sendo dissolvida com água dentro de uma cuia. A cuia quando não está no colo da fazedora do çapó, ou quando não está passando de mão em mão, permanece apoiada em um suporte confeccionado com cipó chamado patawi.
Quando a mulher que está preparando o çapó verifica que chegou a quantidade correta de guaraná ralado diluído na água, passa a cuia para seu marido, que primeiramente se serve de um pouco do çapó, para então passar para os presentes, entregando a cuia em primeiro lugar para os mais velhos ou para visitantes ilustres. Daí em diante, a cuia passa de mão em mão, e quando esvaziada é entregue para o dono da casa, que por sua vez devolve à esposa que prepara uma nova rodada de çapó. As sessões de çapó têm várias rodadas, ou seja, a mulher do dono da casa irá preparar várias cuias de çapó conforme a disposição dos visitantes e familiares de tomarem çapó e conversarem. 
Caso algum participante da sessão de çapó não goste da bebida não irá recusá-la, bebendo apenas um pequeno gole e passando adiante. Outra formalidade importante é que a ultima pessoa da rodada de çapó não deve devolver a cuia vazia para o dono da casa, sempre deixando um pouquinho de çapó.

#### Organização da indústria do guaraná
Nas décadas de 1970 e 1980, o CTI (Centro de Trabalho Indigenista) e os produtores de guaraná do rio Marau idealizaram o “Projeto Sateré”, voltado para limpeza dos guaranazais improdutivos, para organização da comercialização dos pães de guaraná, priorizando a pesquisa de melhores preços para o produto no mercado regional, para que, gradativamente, os produtores se distanciassem dos regatões, iniciando um processo de independência econômica. Naquela época, verificou-se que a grande oscilação dos preços do guaraná inviabilizava a auto-sustentação do projeto.
O “Projeto Sateré” foi o embrião para o processo de organização política e comercial que se daria década de 1990, buscando no mercado internacional valor agregado à altura do copyright do waraná sésse (guaraná verdadeiro), possibilitando canalizar a produção de guaraná para importação, no âmbito do comércio justo. Em 1995 surge o “Projeto Waraná”, voltado para a autonomia econômica dos produtores Sateré-Mawé. O “Projeto Waraná” desenvolve-se desde então, contando com o apoio do CGTSM (Conselho Geral da Tribo Sateré-Mawé), órgão máximo da etnia, fundado em 1989, que “é a expressão política da união das nações ywania (clãs), e é o instrumento social de gestão do território Sateré-Mawé, constituído pela Terra Indígena Andirá-Marau”, na acepção dos próprios Sateré-Mawé.
Em 2009, nasce o CPSM (Consórcio dos Produtores Sateré-Mawé) em assembleia presidida pelo tuxaua Colombo Miquiles, protagonista da luta para resgatar a cultura do waranã na década de 1980. Desde então, foram cadastrados em torno de 500 produtores, que participam do mercado internacional de “comercio justo e solidário”.

## Cultura
Os Sateré-Mawé possuem rica cultura material, sendo os tessumi sua maior expressão. Eles designam por tessumi o artesanato confeccionado pelos homens com talos e folhas de caranã, arumã e outros, com os quais fazem peneiras, cestos, tipitis, abanos, bolsas, chapéus, paredes e coberturas de casas.
O Porantim é a peça mais importante da cultura material Sateré-Mawé, sendo um elemento catalizador da sua cosmologia. É uma peça de madeira com aproximadamente 1,50m de altura, com desenhos geométricos gravados em baixo relevo, recobertos com tinta branca, a tabatinga. Sua forma lembra a de uma clava de guerra ou a de um remo. Segundo a tradição, esse remo foi feito pelas mãos do tuxaua (chefe da tribo) e pajé Uaçiri-Pót, passando de geração em geração. Assim, morto um tuxaua, a peça passava automaticamente para as mãos do sucessor. Uaçiri-Pót foi um pajé poderoso, o qual prendeu a temida Mãe da Doença utilizando esconjuros, sopros, gestos mágicos e escrita sobre a areia. 
Outra versão do mito diz que o primeiro Porantim foi talhado por Anumáh que, ouvindo a fala do waraná foi escrevendo as tradições dos Sateré-Mawé. Nas leituras do Porantim realizadas pelo Tuxáua Manoelzinho Miquiles, na época das invasões da Elf-Aquitaine, o tuxaua contava que em tempos imemoriais Wassiri (ou Anumáh, ou Anumarah’it, nomes diferentes dados para o herói mítico, que se confunde com Deus) guerreou com os veados, e, sempre mudando de nome e utilizando diferentes estratégias e feitiços, conseguiu tomar a arma do clã dos veados – o Porantim.
O Porantim em si é marcado por símbolos: círculos, discos, pontos, losangos, uma espécie de pré-escrita que funciona como “gatilho” para o narrador relatar os mitos inscritos em cada face da peça: de um lado está o mito da origem (a “História do Guaraná”, o aparecimento dos clãs), e de outro lado o mito da guerra (histórias das guerras de tempos imemoriais, gênese da “Festa do Tucandeira”, relato épico da Guerra da Cabanagem). Posiciona-se, portanto, para a sociedade que o talhou, como instituição máxima, aglutinando as esferas política, jurídica e mágico-religiosa. De acordo com Nunes Pereira, os símbolos do Porantim "têm valor mnemônico, isto é, de preservação da memória da tribo, da História dos Maué, da sua mitologia e da sua tradição".

### Cerimônia da tucandeira (rito de iniciação)

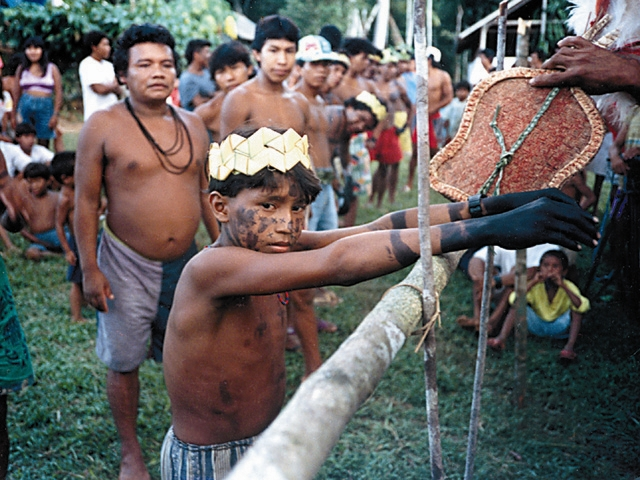
Jovem prestes a passar pela cerimônia wyamat.

A cerimônia wyamat, que os Sateré-Mawé referem-se como “meter a mão na luva”, é conhecido regionalmente como “Festa da Tucandeira”, coincidindo com a época do fabrico. Trata-se de um rito de passagem - onde os adolescentes tornam-se homens - de extraordinária importância para os Sateré-Mawé, possuindo uma coleção de cantos épicos que os paini (cantadores) cantam durante todo o ritual, narrando o mito de origem, o mito do aparecimento dos clãs, as histórias das guerras que incluem a participação dos Sateré-Mawé na Guerra da Cabanagem. As luvas utilizadas durante este ritual são tecidas em palha pintada com jenipapo, e adornadas com penas de arara e gavião; nelas, o iniciado enfia a mão para ser ferroado por dezenas de formigas tucandeiras.

## História recente

### Conflito com a Elf-Aquitaine
Em agosto de 1981, resguardada por um contrato firmado com a Petrobras, a empresa estatal francesa Elf-Aquitaine invadiu o território Sateré-Maué, efetuando um levantamento sismográfico que visava descobrir lençois petrolíferos. Para tanto, abriu 200km de picadas e clareiras para pouso de helicópteros na região do rio Andirá. As explosões com cargas de dinamite enterradas nas picadas perturbou o cotidiano dos Sateré, além de afugentar a caça da região. Um antropólogo de Funai avaliou os prejuízos causados em cinquenta milhões de cruzeiros, mas a Elf pagou aos Sateré apenas cinco milhões.
Em setembro de 1982, após um convênio ilegalmente firmado entre a Funai e a Petrobras, a mesma empresa voltou a invadir o território Sateré, por meio das empresas subsidiárias Braselfa e CBG (Companhia Brasileira de Geofísica). Nesta segunda invasão, foram abertos mais 144km de picadas e 82 clareiras, destruindo roças de mandioca, guaranazais e derrubando madeiras de lei. Os prejuízos foram avaliados pelos Sateré em oitenta milhões de cruzeiros, sendo que a Elf pagou-lhes apenas oito milhões e seiscentos mil.
Os tuxauas gerais estiveram duas vezes na Embaixada da França em Brasília para dialogar com o embaixador e pedir que providências fossem tomadas. O embaixador não só não os recebeu, como mandou que os seguranças os expulsassem.
Em outubro de 1983, a antropóloga francesa Simone Dreyfus-Gamelon visitou a área Sateré-Maué acompanhada pelos tuxauas gerais dos rios Marau (tuxaua Emílio) e Andirá (tuxaua Donato). Este grupo realizou uma perícia dos danos causados pelas invasões e elaborou um relatório apresentando o cálculo da indenização justa pelos prejuízos materiais. Este cálculo considerou a área total de mata derrubada, segundo o próprio mapa de trabalho da Braselfa. Simone Dreyfus-Gamelon entrou, em abril de 1984, um relatório sobre a questão Elf/Sateré-Maué para os diretores da Elf em Paris. O montante orçado foi de 320 milhões de cruzeiros.
Em 18 de junho de 1984, Didier Aubin, diretor geral da Braselfa, marcou uma reunião com a participação de todos os tuxauas Sateré, de seus advogados, do CTI (Centro de Trabalho Indígena), do presidente da Funai, Jurandir Fonseca, do deputado Mário Juruna e representantes da Elf, CBG e Petrobras. As partes envolvidas não chegaram a nenhum acordo porque a Elf se recusou a pagar os 320 milhões de indenização, propondo a quantidade 50 milhões a título de doação. O advogado Dalmo Dallari comunicou a Aubin que os tuxauas não tinham vindo de suas aldeias para pedir esmolas ou donativos. A indenização exigida era de 320 milhões e, como se a Elf se recusava a pagar, ela seria cobrada judicialmente.
Em agosto de 1984 os indígenas aceitaram uma proposta de 150 milhões de indenização, que foi paga pela Elf no dia 21 de agosto.

### Presença em Manaus
Na periferia urbana de Manaus, existem quatro comunidades sateré-maué: Y'Apryrehyt, Maué, I'nhã-bé e Waikiru. Os índios em geral tem muita dificuldade em arranjar um emprego, e quando conseguem, trabalham como carregadores braçais, vendedores ambulantes de artesanato e doces regionais, ou como pedreiros na construção civil.
A maior parte da renda da comunidade comunidade Y'Apryrehyt, onde vivem 67 pessoas, vem do turismo. Muitas pessoas visitam a aldeia, interessadas em conhecer mais sobre o ritual da tucandeira ou comprar artesanatos. Assim, o ritual passou a ter caráter turístico, com valores estéticos e coreografias, mas ao mesmo tempo voltado para a sobrevivência dos índios.
A alimentação é baseada em farinha de mandioca, peixe, banana-pacová verde, feijão e arroz, comprados em quiosques próximos à aldeia, no conjunto residencial Santos Dumont.

## Lendas e tradições
- Origem da Noite.
- História da Pedra ou da Aliança entre os Maués.
- A criação do Mundo.
- Lenda do Timbó.
- Lenda da Primeira Água.
- História da Mandioca.
- História da Mucura e do Acurau.
- Origem dos Bichos.
- História do Guaraná.

## Vocabulário
Coligido por Teófilo Tiuba no Posto Indígena do Rio Andirá, no Estado do Amazonas:
| Maués e português | Maués e português |
| ----------------- | ----------------- |
| Ihot'ok           | Bom dia           |
| Heika'at          | Boa tarde         |
| wantym            | Boa noite         |
| Mahyt             | Cachaça           |
| Miú               | Comida            |
| yaman             | Chuva             |
| wu'uka            | Brigar            |
| iwato             | Grande            |
| kurim             | Pequeno           |
| āt                | Sol               |
| waty              | Lua               |
| ikap              | Gordo             |
| ikag              | Magro             |
| Ihaigni'a         | Homem             |
| waku              | Bom               |
| waku sese         | Bom demais        |